# Monte Verde Chivería
Monte Verde Chivería är en ort i Mexiko.   Den ligger i kommunen Alto Lucero de Gutiérrez Barrios och delstaten Veracruz, i den sydöstra delen av landet, 260 km öster om huvudstaden Mexico City. Monte Verde Chivería ligger 1 468 meter över havet och antalet invånare är 1 072.
Terrängen runt Monte Verde Chivería är kuperad åt sydost, men åt nordväst är den bergig. Runt Monte Verde Chivería är det ganska glesbefolkat, med 48 invånare per kvadratkilometer. Närmaste större samhälle är Alto Lucero, 9,6 km söder om Monte Verde Chivería. I omgivningarna runt Monte Verde Chivería växer huvudsakligen savannskog.